# 투모로우 나라의 마일스
투모로우 나라의 마일스 (Miles From Tomorrowland)은 2015년 2월 6일부터 2018년 9월 10일까지 방영된 애니메이션이며 미국 디즈니 채널의 디즈니 주니어에서 방영되었으며. 미국 우주항공국 나사와 구글 여성 엔지니어링을 모델로 한 과학소재 애니메이션이다. 대한민국은 2015년 7월 24일부터 2019년 1월 1일까지 방영을 하였다.

## 줄거리
갤럭시스 게임에 한창 빠져있는 마일스. 마침 투모로우 나라 교통국(TTA)에서 메시지가 오지만, 교통국 사령관님들도 갤럭시스 게임을 하느라 정신이 없다. 교통국에서 지시한 새로운 사항은 아직 교통국 소속이 아닌 행성에 가서 교통국을 소개하고, 새로운 친구가 되는 일. 이제 마일스 가족은 새로운 행성을 향해 떠나게 되는데...

## 등장 인물마일스 칼리스토(Miles Carllisto)(한국어 성우: 이태우(시즌 1)→채민지(시즌 2 ~ 마일스의 미션 포스 원)
주인공. 갤럭시스 게임을 좋아하는 평범한 10대 어린이로 머크랑 같이 있는다. 머크의 통역을 해준다. 2기에서도 등장한다.
- 로레타 칼리스토(Loretta Carllisto)(한국어 성우: 이세은→강시현) (마일스 미션 포스원)

마일스의 남매 누나로 마일스를 도와주는 누나. 2기에서도 등장
- 레오 칼리스토(Leo Carllisto)(한국어 성우: 현경수)

로레타와 마일스의 아버지. 엔지니어. 2기에서도 등장.
- 피비 칼리스토(Phoebo Carllisto)(한국어 성우: 김지혜)

로레타와 마일스의 어머니이자 레오의 아내. 스텔라 우주선의 함장. 2기에서도 등장한다,
- 머크(M.E.R.C) - 디 브래들리 베이커

타조 안드로이드, 로봇, 비행능력을 가지고 있다. 부모님이 사준 마일스의 단짝친구. 2기에서도 등장한다. 동물이라 말을 못하지만 마일스가 통역을 해준다던가 마일스가 어디가면 같이 따라간다.
- 스텔라(Stella) - (한국어 성우: 김지혜)

인공지능 우주선. 칼리스토 가족의 우주선이다 .2기에서도 등장한다.
- 왓슨(Watson) - (한국어 성우: 안효민)
- 크릭(Crick) - (한국어 성우: 양준건)
- 젬마여왕(Queen Gemma)(한국어 성우: 김하영)

투모로우 나라의 여왕.
- 기타출연진 : 남도형, 조현정, 이현, 김현욱

## 스태프

### 우리말 제작
- 주제곡 : 우지원
- 작곡 : 보 블랙
- 보컬 녹음 : 스톰(STORM)
- 노래 녹음 : 스톰(STORM)
- 믹싱 스튜디오 : 스톰(STORM)
- 음악 연출 : 박덕수
- 개사 : 박선영
- 연출 : 전소라
- 크리에이티브 수퍼바이저 : 이유미 → 권기호
- 한국어 제작 : Disney Character Voices International,Inc.
- 기획 : 텔레비전미디어코리아 (시즌1) → 디즈니채널코리아(유) (시즌2~3)